# Mortoniella denticulata
Mortoniella denticulata is een schietmot uit de familie Glossosomatidae. De soort komt voor in het Neotropisch gebied.